# Арче
Арче (итал. Arce) је насеље у Италији у округу Фрозиноне, региону Лацио.
Према процени из 2011. у насељу је живело 2154 становника. Насеље се налази на надморској висини од 189 м.

## Географија
| Клима (Арче)                | Клима (Арче) | Клима (Арче) | Клима (Арче) | Клима (Арче) | Клима (Арче) | Клима (Арче) | Клима (Арче) | Клима (Арче) | Клима (Арче) | Клима (Арче) | Клима (Арче) | Клима (Арче) | Клима (Арче) |
| Показатељ \ Месец           | .Јан.        | .Феб.        | .Мар.        | .Апр.        | .Мај.        | .Јун.        | .Јул.        | .Авг.        | .Сеп.        | .Окт.        | .Нов.        | .Дец.        | .Год.        |
| --------------------------- | ------------ | ------------ | ------------ | ------------ | ------------ | ------------ | ------------ | ------------ | ------------ | ------------ | ------------ | ------------ | ------------ |
| Апсолутни максимум, °C (°F) | 10 (50)      | —            | —            | —            | —            | —            | —            | —            | —            | —            | —            | —            | 10 (50)      |
| Средњи максимум, °C (°F)    | 10 (50)      | 12 (54)      | 15 (59)      | 18 (64)      | 22 (72)      | 26 (79)      | 29 (84)      | 29 (84)      | 25 (77)      | 20 (68)      | 16 (61)      | 11 (52)      | 29 (84)      |
| Средњи минимум, °C (°F)     | 1 (34)       | 3 (37)       | 5 (41)       | 7 (45)       | 11 (52)      | 15 (59)      | 17 (63)      | 17 (63)      | 14 (57)      | 10 (50)      | 6 (43)       | 2 (36)       | 1 (34)       |
| [ тражи се извор ]          |              |              |              |              |              |              |              |              |              |              |              |              |              |

## Становништво
Према резултатима пописа становништва 2011. у општини је живело 5.783 становника.
| 1931. | 1936. | 1951. | 1961. | 1971. | 1981. | 1991. | 2001. | 2011. |
| ----- | ----- | ----- | ----- | ----- | ----- | ----- | ----- | ----- |
| 7.570 | 8.124 | 7.616 | 6.601 | 6.058 | 6.074 | 6.174 | 6.029 | 5.783 |